# Пуассон, Альберт
Альбе́рт Пуассо́н (фр. Albert Poisson; 1868, Париж — 1894, Париж) — французский эрудит, увлечённый алхимией; переводчик с латыни.
В 22 года опубликовал книгу «Теории и символы алхимиков: Великое делание» (Théories et symboles des alchimistes : le grand-oeuvre; 1891; скан), принёсшую ему мировую известность среди алхимиков. Книга переведена на русский язык. Во введении к книге А. Пуассон делился своими планами, которым не суждено было сбыться из-за его ранней смерти: 

Это сочинение представляет продолжение пяти моих этюдов по алхимии. Впоследствии я предполагаю выпустить «Историю алхимии от древних времен до наших дней», затем — описание алхимических лабораторий, инструментов и опытов герметических философов— Введение / Пуассон А. Теории и символы алхимиков. Издательство журнала «Изида», 1916
.
Альберт Пуассон умер от чахотки в возрасте 24 лет.

## Прочие издания
- «L’initiation alchimique» (13 lettres inédites sur la pratique du Grand Œuvre) (Париж, 1900).
- «Nicolas Flamel, Histoire de l’Alchimie», (П., 1981)
- «Le livre des feux» (Revue Scientifique, n°15, апр. 1891).
- «Cinq traités d’alchimie des plus grands philosophes : Paracelse, Albert le Grand, Roger Bacon, R. Lulle, Arn. de Villeneuve» (П., 1890; скан).

## Главный труд
«Теории и символы алхимиков. Великое делание» (1891)
- Часть первая. ТЕОРИИ
  - Глава I — Определение алхимии — Алхимия научная и герметическая философия — Суфлеры и адепты — Цели алхимии: Великое делание, гомункулы, алкагест, палингенезия, Мировой Дух (Spiritus Mundi), квинтэссенция, жидкое золото (or potable).
  - Глава II — Алхимические теории — Единство материи — Три принципа: «сера», «ртуть», «соль» или «мышьяк» — Теория Артефиуса— Четыре элемента.
  - Глава III — Семь металлов — Их составы — Их бытие — Центральный огонь — Цикл формации — Планетное влияние.
  - Глава IV — Мистическая алхимия — Теории мечтателей — Алхимическая каббала — Тройное применение герметической теории — Святилище.
- Часть вторая. СИМВОЛЫ
  - Глава I — Причины неясности трактатов алхимии — Средства, употребленные алхимиками, чтобы скрыть способ Великого делания — Знаки — Символы — Мифологические имена — Иностранные слова — Анаграммы — Басни — Загадки — Аллегории — Криптография.
  - Глава II — Символы алхимии — Материя, три начала, четыре элемента, семь металлов и их символы.
  - Глава III — Теория Великого делания — Материя Великого делания — Сера и Меркурий— Их символы — Драконы Фламеля — Список герметических символов Серы и Меркурия.
  - Глава IV — Материя Великого Делания — Два пути — Золото и Серебро — Их очищение — Источник философов — Баня короля и королевы — Растворение золота и серебра — Малый Магистерий и Великое делание.
  - Глава V — Философское яйцо и его символы — Печать Гермеса — Атанор— Огонь философов — Степени или градусы.
  - Глава VI — Процессы производства — Причины разногласия между алхимиками по поводу Делания — Гниение — Правила Филалета — Брожение — Подсыпание и подливание — Символы Делания.
  - Глава VII — Цвета Делания — Единогласие философов — Главные и промежуточные цвета — Черный цвет, гниение, «голова ворона» — Белизна — Ирис — Красный цвет.
  - Глава VIII — Философский камень — Проба камня — Его свойства — Трансмутация или превращение металлов — Эликсир долгой жизни — Его действия на душу.